# Das blonde Biest – Wenn Mutterliebe blind macht
Das blonde Biest – Wenn Mutterliebe blind macht ist ein Thriller des Regisseurs Dennis Berry, aus dem Jahr 2000. Gedreht wurde der Film in Vancouver.

## Handlung
Traci, ein unschuldig wirkendes Mädchen, bemüht sich um die Liebe ihrer Mutter Dana, einer ehemaligen Schauspielerin. Dana nahm die Schuld an einem Unfall auf sich, in dem ihr Ehemann starb, obwohl in Wahrheit Traci schuldig war. Dafür wurde Dana zu einer Haftstrafe verurteilt und erhielt nach der Freilassung keine Rollen mehr.
Dana gründet gemeinsam mit Carl Krieger ein Weinbauunternehmen. Traci ist unzufrieden als Dana Carl auch privat trifft. Sie versucht, die Beziehung von Dana und Carl zu stören.

## Kritiken
Bei Rotten Tomatoes heißt es, der „gruselige sexy Thriller“ zeige extreme Verhaltensweisen, die aus der angestrebten Nähe zur eigenen Mutter resultieren. Prisma nannte den Film „ein deftiges TV-Melodram“, das „trotz einiger Unwahrscheinlichkeiten genre-typische Unterhaltung bietet“.